# Матео Танлонго
Матео Танлонго (ісп. Mateo Tanlongo, нар. 12 серпня 2003, Фунес, Аргентина) — аргентинський футболіст, опорний півзахисник португальського клубу «Спортінг».
На правах оренди грає в кіпрському клубі «Пафос».

## Ігрова кар'єра

### Клубна
Матео Танлонго є вихованцем футбольної академії аргентинського клубу «Росаріо Сентраль», де він почав займатися футболом з 2010 року. У 2020 році футболіста було переведено до основного складу команди і в червні того року Матео підписав з клубом перший професійний контракт. Але восени через травму коліна змушений був пропустити два місяця. Першу гру на професійному рівні Танлонго провів у січні 2021 року.
5 січня 2023 року після закінчення контракту з «Росаріо Сентраль», Танлонго як вільний агент приєднався до португальського «Спортінга», підписавши контракт до 2027 року.
До кінця сезону Танлонго провів за «Спортінг» дев'ять матчів, а з початком нового сезону був відданий в оренду до кінця сезону у данський «Копенгаген» з опцією можливого викупу контракту гравця.

### Збірна
У складі молодіжної збірної Аргентини Матео Танлонго брав участь у молодіжному чемпіонаті світу у 2023 році, що проходив в Аргентині.

## Особисте життя
Матео Танлонго має подвійне аргентино - італійське громадянство.

## Титули і досягнення
- Чемпіон Кіпру (1):

«Пафос»: 2024-25